# Apocyclops cmfri
Apocyclops cmfri – gatunek widłonoga z rodziny Cyclopidae, nazwa naukowa gatunku została po raz pierwszy opublikowana w 2017 roku przez zespół biologów: Jayasree Loka, K. K. Philipose, S. M. Sonali, B. Santhosh, F. Muhammed Anzeer, Purbali Saha, Sandhya Sukumaran, Rahuk G. Kumar, A. Gopalakrishan.